# Mount Louis
Mount Louis är ett berg i Kanada.   Det ligger i provinsen Alberta, i den centrala delen av landet, 3 000 km väster om huvudstaden Ottawa. Toppen på Mount Louis är 2 682 meter över havet.
Terrängen runt Mount Louis är huvudsakligen bergig, men åt nordväst är den kuperad.Trakten runt Mount Louis är nära nog obefolkad, med mindre än två invånare per kvadratkilometer.. Närmaste större samhälle är Banff, 8,7 km sydost om Mount Louis.
I omgivningarna runt Mount Louis växer i huvudsak barrskog.